# آيت بوعزة بن سعد (مزروفة آيت حمو إيدير)
آيت بوعزة بن سعد هو دُوَّار يقع بجماعة مقام الطلبة، إقليم الخميسات، جهة الرباط سلا القنيطرة في المغرب. ينتمي الدوّار لمشيخة مزروفة آيت حمو إيدير التي تضم 3 دواوير. يقدر عدد سكانه بـ 2859 نسمة حسب الإحصاء الرسمي للسكان والسكنى لسنة 2004.

## وصلات خارجية
- البوابة الوطنية للجماعات الترابية
- المندوبية السامية للتخطيط